# Giovanni Alfaro
Giovanni Alfaro Hernández (San Cristóbal; 7 de enero de 1956) es un exfutbolista costarricense que jugaba como centrocampista. Luego fue entrenador del Cartaginés, la selección sub-17 y sub-20 de Costa Rica.

## Palmarés

### Títulos nacionales
| Título               | Equipo     | País       | Año  |
| -------------------- | ---------- | ---------- | ---- |
| Campeón de Campeones | Cartaginés | Costa Rica | 1979 |
| Segunda División     | Cartaginés | Costa Rica | 1983 |
| Torneo de Copa       | Cartaginés | Costa Rica | 1984 |

### Distinciones individuales
| Distinción                                       | Año  |
| ------------------------------------------------ | ---- |
| Máximo goleador del Torneo de Copa de Costa Rica | 1984 |